# رافائل هاکوبیان (نقاش)
رافائل آرامی هاکوبیان (ارمنی: Ռաֆայել Արամի Հակոբյան؛ زاده ۱ اوت ۱۹۳۹ - درگذشته ۲۵ ژوئیهٔ ۲۰۱۰) نقاش، گرافیست اهل ارمنستان بود.

## زندگی‌نامه
وی در ۱ اوت ۱۹۳۹ در تفلیس در به دنیا آمد و از دانشگاه دولتی منسوجات مسکو فارغ‌التحصیل گشت. وی همچنین برنده جوایزی همچون هنرمند شایسته روسیه شد. وی در ۲۵ ژوئیهٔ ۲۰۱۰ در سن ۷۰ سالگی در مسکو درگذشت و در آرامستان دونسکوی به خاک سپرده شد.